# ディズニーによる21世紀フォックスの買収
ディズニーによる21世紀フォックスの買収は、2019年3月20日に成立した。ディズニーが買収した21世紀フォックスの主な資産には20世紀フォックスの映画及びテレビスタジオ、アメリカのケーブル/衛星チャンネルのFX、FOXネットワークス・グループ、ナショナル ジオグラフィック・パートナーズの株式の73%、インドのテレビ局のディズニー・スター、Huluの株式の30%が含まれる。買収の直前に21世紀フォックスはフォックス放送、フォックス・テレビジョン・ステーション、FOXニュース、フォックス・ビジネス、FS1、FS2、フォックス・デポート、ビック・テン・ネットワークを新たに設立したフォックス・コーポレーションへと分割した。

## 歴史

### 初期の情報（2017年11月 - 2018年4月）
2017年11月6日、CNBCはウォルト・ディズニー・カンパニーが20世紀フォックス、FX放送、ナショナル ジオグラフィック・パートナーズなどを含む21世紀フォックスの映画エンターテインメント、ケーブル・エンターテインメント、ダイレクト放送衛星部門を買収する契約をルパート・マードックと交渉中であることを報じた。この契約にはフォックス放送、20世紀フォックスのスタジオ・ロット、フォックス・テレビジョン・ステーション、FOXニュース・グループ、FOXスポーツは含まれておらず、それらはマードック家が運営する新たな独立した企業に分離されると報じられた。ディズニーのCEOであるボブ・アイガーによると、フォックスの資産を購入するというアイデアはディズニーが独自のストリーミング・サービス（最終的にDisney+と名付けられ、2019年11月に開始される）を立ち上げることを期待してストリーミング企業のディズニー・ストリーミング・サービスの支配権の過半数を取得した際に生まれた。ディズニーはフォックスの制作能力にはあまり関心を持っておらず、ストリーミング・サービスのライブラリを充実するためにフォックスの映画やテレビ作品のライブラリを取得することに熱を入れていた。
この契約にはX-メンやファンタスティック・フォーなどのフォックスが所有する特定フランチャイズの映画化権、『スター・ウォーズ エピソード4/新たなる希望』の配給権（どれも既にディズニーが買収済みであったマーベル・スタジオとルーカスフィルムは所有していなかった）も含まれていた。交渉は成立せずにこの報道時点では停滞していたが、11月10日にはまだ完全に契約が破棄されていないことが報じられた。
11月16日、コムキャスト（NBCユニバーサルの親会社）、ベライゾン・コミュニケーションズ、ソニー（コロンビア ピクチャーズの親会社）が21世紀フォックスの入札合戦に加わったと報じられた。21世紀フォックスの共同会長であるラクラン・マードックは直近の株主総会でフォックスは「振興のビデオプラットフォームでの地位を活用することが困難である」とみられていた「サブスケール」の企業には属していないが、代わりに「積極的な成長戦略の実行と株主への大幅な見返りの向上の両方を継続するために必要な規模」を持つ会社であると述べた。
ディズニーはアメリカン・ブロードキャスティング・カンパニー（ABC）、コムキャストはナショナル・ブロードキャスティング・カンパニー（NBC）、21世紀フォックスはフォックス放送を所有していたため、ディズニーまたはコムキャストによるフォックスの完全買収は連邦通信委員会（FCC）が定める4大メジャー局のうち2社の合併を禁ずる規則に違反する。
11月28日、『Deadline Hollywood』のマイク・フレミング・Jrはディズニーとフォックス間の交渉が急速に進んでいるという噂に言及しながら、「ディズニーがマーベルやルーカルフィルムとの取引を極秘裏に進めていたことを考えると、これが起こる場合、おそらく発表されたときのみにそれを知る事になるだろう。確かに今日話題になっているね」とコメントした。
12月5日、契約が間近に迫るという噂が続き、新たにFSNリージョナル・スポーツ・ネットワークも売却に含まれることが示唆され、ディズニーのESPN部門との提携の可能性が高いことが報じられた。
12月11日、コムキャストはフォックスの資産に対する入札を取り下げたことを発表した。12月14日、ディズニーとフォックスはアメリカ合衆国司法省反トラスト局の承認を待ちつつ2社を合併するための524億ドルの契約を発表した。
2月、CNBCはディズニー＝フォックスの契約があるにもかかわらず、もしもAT&T＝タイム・ワーナーの合併が成立した場合にはコムキャストがディズニーの524億ドルを上回る額を提示する可能性があると報じた。フォックス会長のピーター・ライスはディズニーの提示額に満足しており、フォックスの資産は「ディズニーに最適」であると述べた。
3月初旬、非営利団体のプロテクト・デモクラシー・プロジェクトは、保留中となっているディズニーのフォックス買収に関する2社の通信記録を求めて司法省に対して訴訟を起こした。訴訟ではまた「大統領またはその政権が政治的友好関係者への支持のためにDOJの独立を不適切に妨害しているかどうかを調べるため、司法省による関連する独占禁止法執行の取り組み」が要求された。ドナルド・トランプは自身に批判的なCNNを所有するAT&T＝ワーナーの合併を非難する一方で、ディズニー＝フォックスの契約を進めるマードックを賞賛した。
2018年4月12日、ライスは2019年夏までに買収が完了する予定であることを明らかにした。2018年3月よりディズニーのコングロマリットの戦略的再編成により新たにディズニー・パークス・エクスペリエンス・プロダクツとウォルト・ディズニー・ダイレクト・トゥ・コンシューマー&インターナショナルという2つの事業部署が誕生した。パークス&コンシューマー・プロダクツは主にパークス&リゾーツとコンシューマー・プロダクツ&インタラクティブ・メディアの合併であったが、ダイレクト・トゥ・コンシューマー&インターナショナルはディズニー・インターナショナルとディズニー＝ABC・テレビジョン・グループ、スタジオ・エンターテインメント、ディズニー・デジタル・ネットワークからのグローバルセールス、配給、ストリーミング部を引き継いた。アイガーがこれを「戦略的に我々の事業を将来に向けて位置づける」と発言すると、『ニューヨーク・タイムズ』は21世紀フォックスの買収を前提として行われた再編成であると分析した。

### ディズニーとコムキャスト間の入札合戦（2018年5月 - 7月）
2018年5月7日、ディズニーが提示するフォックス買収額を上回る融資を得るためにコムキャストが投資銀行と協議していることが報じられた。その後まもなくボブ・アイガーはフォックス買収を確実にするためにSky plcを契約から除外する意思があることを明かした。
フォックスの投資家の幾人かはコムキャストが全額現金で600億ドルの対抗買収案を実行した場合、ディズニーとの契約を打ち切る用意があると語った。マードックの家族信託は特別議決権付きで保有していた株式によりフォックスの39％を支配していたが、会社の条例では、マードックの信託が票の17%しか持っていなかった場合にはこれらの特権はディズニー＝フォックスの契約に関する投票には適用されず、したがって翌月予定されている投票で他の株主から破られる可能性があると報じられた。同月後半、新フォックス社の担当はジェームズ・マードックではなくラクラン・マードックとなることが明らかとなった。
翌週、コムキャストはディズニーが提示するフォックス買収額に対抗することを発表した。その直後、ディズニーはコムキャストがオファーを出した場合、フォックスの資産に更なる買収額を検討していることを明かした。
翌日、ディズニーとフォックスは7月10日の株主投票会議の開催決定を発表したが、両者はコムキャストが提案を承認した場合にフォックスの会議は延期される可能性があるとも述べた。
6月12日、A&Tは地方判事のリチャード・J・レオンによってタイム・ワーナー買収を承認され、政府の規制当局がフォックスへの入札を阻止するか否かについてのコムキャストの懸念は和らいだ。その結果を受けて翌日にコムキャストはフォックスの資産に対してディズニーを上回る650億ドルを提示した。
6月18日、ディズニーはコムキャストが提示したフォックスの買収額に対抗するために520億ドルに更に追加すると報じられた。
6月20日、ディズニーとフォックスは以前の合併契約を修正し、ディズニーは提示額を713億ドル（コムキャストの650億ドルに10%を上乗せ）に引き上げ、また株式の代わりに現金を受け取るオプションを株主に提示したことを発表した。6月21日、マードックはディズニーのより高額の条件に応え、「我々は21世紀フォックスで築いたビジネスを非常に誇りをもっており、ディズニーとのこのコンビネーションにより、新しいディズニーが業界のダイナミックな時代に歩調を合わせ続けることで株主に更なる利益をもたらすと確信している」と述べた。買収は株主による投票が必要であったので、この時点ではまだ他社の入札は防げなかった。
アイガーは入札の背後にある理由について、「消費者直接配給は我々が契約を発表してから6ヶ月でさらに説得力のある提案となった。その分野では途方もない量の開発があっただけでなく、明らかに消費者は大声で票を入れる」と説明した。
6月27日、司法省はフォックスの22地域のスポーツ・チャンネルを閉鎖から90日以内に売却することを条件にディズニーのフォックス買収を承認した。翌日、ディズニーとフォックスの取締役会は買収を決める株主の投票を2018年7月27日に設定した。
7月9日、フォックスの株主はHuluの財務予測が無いことを理由にディズニーによる買収中止を求める訴訟を起こした。同日、CNBCはコムキャストがフォックスの地域スポーツ局を引き継ぐことができる企業を探していると報じた。コムキャストは2018年7月27日までに新たな全額現金の対抗買収案を提示する準備をしており、株主はフォックスの資産買収に関するコムキャストの独占禁止法問題の懸念緩和を狙いがあると主張した。
7月12日、司法省はD.C.特別裁判所に控訴通知を提出し、AT&Tによるタイム・ワーナー買収に対する地方裁判所の承認を取り消した。アナリストは司法省が勝利する可能性が低いと見たが、「フォックス買収を狙うコムキャストの棺桶に最後の釘が打たれた。これは明らかにディズニーへの贈り物となる」と述べた。翌日、AT&TのCEOのランドール・スティーブンソンはCNBCのインタビューに答え、コムキャストによるフォックス入札について、「それはおそらく助けにならない。2つの存在が資産に入札している状況にあり、この種のアクションは明らかにそれらのアクションの結果に影響を与える可能性がある」と述べた。
7月13日、ディズニーは世界で最も著名な代理顧問会社であるインスティテューショナル・シェアホルダー・サービシーズとグラス・ルイスの協力を得た。フォックスの株主はディズニーの将来に備える手段として顧問会社から推薦された。
7月16日、CNBCはコムキャストがフォックス買収を巡る入札合戦をディズニーと継続する可能性が低いが、代わりにコムキャストは引き続いてSkyの61%の株式を狙う可能性が高いことを報じた。
7月19日、コムキャストはSkyへの入札に集中するためにフォックスへの入札から撤退することを正式に発表した。コムキャストのCEOのブライアン・L・ロバーツは「ボブ・アイガーとディズニーのチームを祝福し、マードック家とフォックスがこのように高評価されている会社を作り上げたことを賞賛したい」と語った。

### 完了までの道のり（2018年7月 - 2019年3月）
2018年7月25日、21世紀フォックスの2番目の大株主であるTCIファンド・マネジメントはディズニーとフォックスの契約を承認する票を投じたことを明かした。7月27日、ディズニーとフォックスの株主は両者の合併を承認した。
8月9日、バイアコムのCEOであるボブ・バキシュはテレビ広告ターゲティング技術のライセンスをフォックスを始めとする業界全体に供与する意向であることを報じられた。8月12日、インド競争委員会はディズニー＝フォックスの契約を承認した。
9月17日、欧州委員会は合併審査を10月19日と予定したが、その後11月6日に延期された。
10月5日、ディズニーは21世紀フォックスとの交換オファーと同意要請の開始を発表した。
10月10日、合併後の「新フォックス」の組織再編はディズニーへの売却が完了（2019年上半期予定）する前の2019年1月1日に実施されると報じられた。
10月15日、ディズニーは譲歩のリストを欧州委員会に提出し、審査期限は11月6日まで延長した。2018年11月6日、欧州委員会はディズニーとハーストの合弁会社のA&Eネットワークスが所有するヨーロッパにおける事実上のテレビ局（ブレイズ、クライム&インベスティゲーション、ヒストリー、H2、ライフタイム）の売却を条件に買収を承認した。ディズニーは今後も欧州経済領域以外のあらゆる地域でA&Eの50%の所有者となる。
11月19日、中国の規制当局は無条件でディズニー＝フォックスの契約を承認した。中国の規制当局からの承認を得た後、ディズニーは米国・欧州連合・中国からの承認がクリアすべき最大のハードルであると考えていたが、その上にさらにいくつかの規制当局からの承認を得る必要があると述べた。
12月3日、ブラジルの反トラスト機関である経済防衛行政審議会（CADE）はこの契約によりケーブル・スポーツ・チャンネルの市場が集中すると述べ、是正措置を求めた。
12月14日、この合併はメキシコで規制の対象となり、ディズニー＝フォックスは全てのジャンルにわたるコンテンツ配信の27.8%を占めることになると報じられた。ディズニーはメキシコの全てのスポーツ・チャンネルの73%を所有することとなる。2019年1月31日、メキシコ連邦経済委員会（COFECE）はメキシコの映画配会社であるウォルト・ディズニー・スタジオ・ソニー・ピクチャーズ・リリーシング・デ・メキシコの株式をソニー・ピクチャーズ モーション ピクチャー グループに売却することでディズニー＝フォックスの契約を承認した。
2019年1月7日、「新フォックス」の有価証券届出書がフォックス・コーポレーションの名の下で証券取引委員会（SEC）に提出された。
1月11日、契約が2019年2月または3月に成立する予定であると報じられた。しかしながら2019年1月30日、ディズニーによるSECの書類では契約は2019年6月までに成立予定となっていると報じられた。
2019年2月12日、ボブ・アイガーはブラジルのCADEと面会してディズニー＝フォックスの契約について話し合ったが、その決定を結論づけるには至らなかった。しかしながら2月20日、ブルームバーグは2月27日に判決を下すと報じた。2月21日、ブルームバーグはディズニーがブラジルとメキシコでFOXスポーツを売却することで両国からの承認を得ると報じた。2月27日、CADEはディズニーが他の措置の中でもとりわけFOXスポーツ・ブラジルを売却することを条件に合併を承認した。CADEは契約を評価するにおいてメキシコとチリの規制当局と調整したと述べた。ブラジルでの承認により最終的なハードルの1つが解消され、3月の契約完了が可能となった。
3月4日、ウォルト・ディズニー・カンパニーはディズニー＝フォックスの契約が締結された際に受け取るボブ・アイガーの報酬パッケージを微調整し、21世紀フォックスの買収が成立した後に最高経営責任者が得られる1350万ドルの潜在的な給与とインセンティブを削除した。
2019年3月11日メキシコの通信規制当局である連邦通信協会（IFT）はディズニーとフォックスが6ヶ月以内に同国でFOXスポーツを売却することを条件に契約を承認した。またナショナル ジオグラフィックのブランドをA&Eチャンネルから分離する必要があった。これにより契約のための最後の大きな障害が解消された。3月12日、ディズニーはフォックスとの契約を3月20日に締結することを発表した。
2019年3月19日、フォックス・コーポレーションは正式に21世紀フォックスとは別の独立した株式公開企業となり、ディズニーが取得していない資産の所有者となった。またこの発表には取締役会の任命も含まれていた。3月19日、21世紀フォックスはディズニーとの契約成立に先立って新しいフォックス株式の分配を正式に完了した。契約は2019年3月20日に正式に完了した。

### 買収時の人事異動（2018年10月 - 2019年3月）
2018年10月8日、ディズニーはピーター・ライス、ゲイリー・ネル、ジョン・ランドグラフ、ダナ・ウォールデンら21世紀フォックスのトップのテレビエグゼクティブが会社に加わることを発表した。ライスはベン・シャーウッドの後任としてウォルト・ディズニー・テレビジョンの会長とディズニー・メディア・ネットワークスの共同会長に就任し、ウォールデンはディズニー・テレビジョン・スタジオとABCエンターテインメントの会長となった。2019年3月5日、ディズニーは契約が成立した後にクレイグ・ヒューグスがディズニー・テレビジョン・スタジオでテレビ事業を統括すると発表した。ヒューグスはABCスタジオ、ABCシグネチャー、20世紀フォックス・テレビジョン、フォックス21 テレビ・スタジオなど全ての事業を監督する子会社の社長となる。彼はフォックス・テレビジョン・グループとの会長でディズニー・テレビジョン・スタジオとABCエンターテインメントに就任予定のウォールデンの直属となる。
2018年10月18日、ディズニーはウォルト・ディズニー・スタジオの新たな組織構造を発表し、エマ・ワッツ、フォックス2000ピクチャーズ製作部長のエリザベス・ゲイブラー、フォックス・サーチライト・ピクチャーズ会長のナンシー・アトリーとスティーヴン・ギルラが入社、フォックスの映画エンターテインメントのCEOのステイシー・スナイダーは退任することが明かされた。20世紀フォックスの副会長兼製作部長であったワッツはそのポストに留任となった。フォックスの製作部門はウォルト・ディズニー・スタジオ会長のアラン・ホルンの直属、フォックス・ファミリーと20世紀フォックス・アニメーションはワッツとホルンの直属となった。2019年3月22日までにフォックス・ファミリーはワッツのみ、フォックス・アニメーションはホルンのみの直属となる。
2018年12月13日、ディズニーは国際業務に新たな組織構造とジョン・コエオッペンやウダイ・シャンカールらの入社を発表した。フォックス・ネットワーク・グループ・アジアとディズニー・スターの会長兼社長のシャンカールはディズニーのアジア事業を指導し、ウォルト・ディズニー・カンパニー・インドの新会長に就任する。

### 買収後の動向（2019年3月以降）
2019年3月21日、ディズニーが『ウーマン・イン・ザ・ウィンドウ』の公開後の2020年にフォックス2000ピクチャーズのスタジオを閉鎖すると報じられた。同日、ディズニーが合併に続いてレイオフを開始したために最大で4000人が失職すると報じられた。解雇の2ヶ月から6ヶ月前に通知された経営幹部には20世紀フォックス映画の国内配給社長のクリス・アロンソン、ワールドワイド・マーケティング社長のパメラ・レヴィン、マーケティング共同社長のケヴィン・キャンベル、チーフ・コンテンツ・オフィサーのトニー・セッラ、国際配給社長のアンドリュー・クリップス、企業広報部EVPのダン・バーガー、法務EVP兼フォックス・ステージ・プロダクションEVPのボブ・コーエン、広報部EVPのヘザー・フィリップス、20th テレビジョン社長のグレッグ・メイデル、フォックス・コンシューマー・プロダクツのジム・フィールディングらが含まれた。フォックス映画部門のレイオフは2019年の3月、5月、6月、7月、そして8月まで続いた。2019年7月31日時点でレイオフは250名にのぼり、製作部と視覚効果部で数十人、またフォックス幹部からは製作EVPのフレッド・バロン、フィジカルプロダクションEVPのダナ・ベルカストロ、ポストプロダクションEVPのフレッド・チャンドラー、視覚効果のジョン・キルケニーが含まれた。
4月3日、デブマー＝マーキュリーは20th テレビジョンとの国内広告販売パートナーシップを終了し、同社による初回及びオフネットワーク番組の国内広告販売をBSテレビジョン・ディストリビューション・メディア・セールスに譲渡することを発表した。4月10日、ディズニーのESPN班は以前にフォックスが持っていた大学の陸上競技におけるビッグ12カンファレンスの権利パッケージを取得した。2019年4月15日、HuluはAT&Tが持つ自社株9.5%を14億3300万ドルで買い取り、同サービスはディズニーとNBCユニバーサルの共同所有となった。
2019年4月24日、ディズニーは公開予定であったフォックスの映画作品『Mouse Guard』、『News of the World』（後にユニバーサル・ピクチャーズとコロンビア ピクチャーズが権利獲得）、アンジー・トーマスの『On the Come Up』の脚色（後に映画化権はパラマウント・プレイヤーズに移動）を中止し、一方で『キングスマン:ファースト・エージェント』、『フィアー・ストリート Part 1: 1994』、スティーヴン・スピルバーグのリメイク版『ウエスト・サイド・ストーリー』の製作は進められた。5月7日、ディズニーはいくつかのディズニー及びフォックスの映画の公開スケジュールを変更したことを発表し、『アルテミスと妖精の身代金』、『アド・アストラ』、『スパイ in デンジャー』、『ニュー・ミュータント』、『野性の呼び声』は公開日が延期となった。また2019年以降に予定されていたフォックのマーベル映画のスケジュールは削除された。『アバター:ウェイ・オブ・ウォーター』は2020年から2021年に変更となり、さらにその続編は2027年まで『スター・ウォーズ』作品と交互にクリスマスシーズンに公開される計画が発表された。
2019年4月25日、以前にフォックス・テレビジョンのチーフ・マーケティング・オフィサーであったシャノン・ライアンがABCエンターテインメント及びディズニー・テレビジョン・スタジオのマーケティング社長に就任し、ABCエンターテインメント社長のキャリー・バークとディズニー・テレビジョン・スタジオ社長のクリス・ヒューグスの直属となった。
2019年4月26日、シンクレア・ブロードキャスト・グループはディズニーからFOXスポーツ・ネットワークス（ヤンキー・グローバル・エンタープライズに別売りされたYESネットワークを除く）を100億ドルで買収することで合意した。2019年5月14日、ディズニーはHuluの株式の33%を持つコムキャストとのプット/コール契約の一部としてサービスの支配権を引き継いだと発表した。コムキャストは2024年後半までNBCユニバーサルのコンテンツとNBCユニバーサル・チャンネルのライブ配信のライセンスを継続し、同社が所有するHuluの株式はその年の1月にディズニーに売却される。さらに両社はHuluがAT&Tの9.5%の株式を購入するための資金を提供する。
買収後、ディズニーはテレビ部門を再編成して様々な事業を調整した。2019年6月10日、ディズニーはディズニー・テレビジョン・スタジオとFXエンターテインメントの両社が同じキャスティング部門を共有すると発表した。7月31日、ディズニーはHuluの報告構造を再編成し、Huluのスクリプテッド・オリジナルズ・チームをウォルト・ディズニー・テレビジョンの下に置いた。新たな体制下ではHuluのオリジナル・スクリプテッド・コンテントのSVPはディズニー・テレビジョン・スタジオおよびABCエンターテインメント会長の直属となる。
2019年7月3日、フォックス・ステージ・プロダクションズはブエナビスタ・シアトリカル部門としてディズニー・シアトリカル・グループに移動し、トップの幹部全員が辞任となった。8月1日、ディズニーはフォックス・リサーチ・ライブラリーがウォルト・ディズニー・アーカイブスとディズニー・イマジニアリング・アーカイブスに2020年1月までに統合されることを発表した。
2019年8月7日、ディズニーは『X-MEN:ダーク・フェニックス』がもたらした第3四半期の損失を理由に『アバター』、『猿の惑星』、『キングスマン』の続編以外のフォックス映画のプロジェクトを解体すると発表した。年間製作映画はディズニー監修の上で年間10本程度まで縮小され、20世紀フォックスはHuluとDisney+の映画の半分を製作する。フォックスの『ホーム・アローン』、『ナイト ミュージアム、『グレッグのダメ日記』がDisney+配信作としてフォックス・ファミリーに割り当てられた。
2019年8月9日、『ロサンゼルス・タイムズ』はディズニーが全てのフォックス映画ライブラリーのタイトルを全ての劇場チェーンから引き上げ、HuluまたはDisney+に移行させる予定であると報じた。ニューヨーク州ロチェスターのローカル劇場チェーンであるリトル・シアターはディズニーによって将来上映を許可しないことを通知され、8月5日からの『ファイト・クラブ』の上映中止を余儀なくされた。
2019年8月22日、シンクレアはディズニーからのFOXスポーツ・ネットワークスの買収を完了した。その7日後、ヤンキース/シンクレア/AmazonコンソーシアムはディズニーからYESネットワークの株式80%の取得を完了し、ヤンキースが65%、シンクレアが20%、Amazonが残りの15%を所有することとなった。
2019年9月10日、ディズニーはビデオゲーム部門であるフォックス・ネクストを売却する構想を発表した。ディズニーはゲーム開発よりもライセンス提供を好んだ。
2019年10月22日、バニジェイ・グループはディズニーとアポロ・グローバル・マネジメントからエンデモル・シャイン・グループを22億ドルで買収する意向を発表した。2019年10月26日、ディズニーとアポロは規制当局からの独占禁止法の承認を待ってエンデモルをバニジジェイに売却することに同意した。
10月24日、『ヴァルチャー』はディズニーがフォックスの旧作を全てディズニー・ヴォールトに移し、いくつかの劇場や映画プログラマーはフォックスのバックカタログが利用できなくなったと報じた。
2020年1月17日、『バラエティ』はディズニーが「20世紀フォックス」と「フォックス・サーチライト・ピクチャーズ」をFOXコーポレーションのブランドとの混同を避けるためにそれぞれ「20世紀スタジオ」と「サーチライト・ピクチャーズ」に改名したことを報じた。
2020年1月22日、ディズニーはフォックス・ネクスト・スタジオ・ロサンゼルス、コールド・アイアン・スタジオ、アフターショック・ディベロップメント・スタジオ、フォックス・ネクストのオリジナルIPを含むフォックス・ネクストの資産の大部分をモバイルゲーム・ディベロッパーのスコープリーに売却したことを発表した。1月24日、ディズニーはフォグバンク・エンターテインメントの閉鎖を発表した。
2020年1月31日、ディズニーはHuluをディズニーのビジネスモデルと完全統合する一環としてHuluのCEO職を廃止した。新たな体制下ではHuluの重役がDTCIとウォルト・ディズニー・テレビジョンのトップの直属となる。
2020年3月17日、『ウォール・ストリート・ジャーナル』は非コア資産と認定した後の投資不足を理由にディズニーがトゥルーXの売却を検討していることを報じた。
2020年5月6日、ブラジルの反トラスト機関であるCADEはFOXスポーツ・ブラジルとESPNブラジルの合併を承認した。条件としてディズニーは2022年1月1日までFOXスポーツ・ブラジルを維持し、放送権は2022年まで両社で共有し、2022年からの新体制では本部および従業員はESPNブラジルに転属となる。
2021年2月9日、ディズニーはブルースカイ・スタジオを閉鎖することを発表した。既にウォルト・ディズニー・アニメーション・スタジオやピクサー・アニメーション・スタジオを保有していることに加え、新型コロナウイルスにより、大作映画の劇場公開延期を余儀なくされた影響によるものだとしている。

## 市場寡占に対する懸念
ディズニーは各国の規制当局からの承認を受けたものの、買収は過剰な反競争的行為に該当するとして批判を浴びた。契約はAT&T＝タイム・ワーナーやコムキャスト＝NBCユニバーサルのような垂直合併とは対照的となる水平合併である。水平合併は競争の縮小させる恐れがあるために垂直合併より非難を浴びやすい。連邦取引委員会（FTC）のウェブサイトには「最大の独占禁止法の懸念は直接的な競合他社間の合併（水平合併）によって生じる」と記されている。
ディズニー及びフォックス両社が映画とテレビシリーズの製作を行っており、今回の契約によりハリウッドのメジャー映画スタジオは6社から5社に減少した。一方でディズニーはオンラインストリーミング市場でNetflixなどを相手にDisney+とHuluで争う可能性があるために、この業界再編後も依然として多くの競争相手が残るという主張もある。反対派はその議論はディズニーの強力な興行収入と株式市場シェア、その慣行、そして購入したフォックスの多くの資産のためにあまり重要ではないと述べている。

### ニュースメディア
ある映画記者は「彼らはより多くのものをより制御できるようになるので、もし彼らがあなたが書いたものを好きではないと言って上映会から排除したがる場合、結局それは全てのエンターテインメントを意味する。ジャーナリストや記者が仕事をするとき、このように1つの会社の規模が拡大し、あなたの運命が彼らとある程度結びついていることを知るのは恐ろしいことだ」と述べた。また別のエンターテインメント記者は「私たちはディズニーの行動パターンを見てきた。彼らが持っている力が大きいほど、彼らはそれを使う」と述べた。またフリーランスのニューヨーク映画批評家協会員はディズニー＝フォックスの契約のアイデアに悩まされていると述べた。
2017年11月3日、ディズニーは同年9月に『ロサンゼルス・タイムズ』がカリフォルニア州アナハイムでの政治的影響力を報じたことに対する報復措置として同紙記者を映画の試写会から排除した。しかしながら11月7日、ディズニーは『ニューヨーク・タイムズ』、『ボストン・グローブ』の批評家のタイ・バリ、『ワシントン・ポスト』のブロガーのアリッサ・ローゼンバーグ、『リンクル・イン・タイム』の監督のエイヴァ・デュヴァーネイ、ウェブサイト『A.V.クラブ』及び『フレーバーワイヤー』といった多数の出版メディアや作家たちの大規模な抗議、そして全米映画批評家協会、ロサンゼルス映画批評家協会、ニューヨーク映画批評家協会、ボストン映画批評家協会による年末の映画賞からディズニー作品を排除するという声明を受けてこの決定を覆した。『フレーバーワイヤー』の編集者のジェイソン・ベイリーはディズニーが『ロサンゼルス・タイムズ』に行ったことは「完全に冷淡」であると考え、合併後にはこれがより恒常的になることを恐れた。
ある映画ライターは「私は個人的にこれほど大きなスタジオがプレスを必要としないことを心配している。すぐに劇的な変化が起こるとは思わないが、エンターテインメント記者にとってジャーナリズムの価値を守ることはこれまで以上に重要だと考える。彼らがどれほど私たちに望んでも、私たちは彼らのPR部門ではない」と述べた。また別の映画記者は「私は直前の映画を気に入らなかったため、ディズニーから私を批評家として次の映画に招待したくないと言われてた。彼らが更に力を得るのを見るのは本当に恐ろしい」と述べた。

### 劇場
他のスタジオとは異なり、ディズニーは『アベンジャーズ/エイジ・オブ・ウルトロン』や『スター・ウォーズ/最後のジェダイ』などで映画館主に厳しい条件を課していると報じられている。後者の作品の場合、ディズニーは国内のチケット売り上げの65%と最低4週間の上映保証を要求し、違反した場合には5%のペナルティを科すという契約であった。仮にディズニー＝フォックスの契約が2016年後半に締結されていた場合、2017年のディズニーの米国内興行収入は45億ドルに達して市場シェアの40%に相当し、歴史上類を見ない数字となる。
ある配給スタジオの幹部は「もし私が家族経営の映画館主だったら、ただ閉店するだけだろう。生き残る方法はない。40%の市場シェアに対してどうやって交渉すればいいのか?」と契約に対して述べた。ブリティッシュコロンビア州フォート・ネルソンにあるフェニックス・シアターのゼネラル・マネージャーであるジョン・ローパーはディズニー/フォックスの今後の更に厳しい規約について懸念を抱き、「企業が巨大化することはどんな種類の産業にも良くないことだ。ディズニーは全てのカードを持っているので私たちは彼らのルールに従ってプレーする必要がある。小さな映画館はホコリの中に残っている」と述べた。ローパーは4週連続で1日最低4回上映という条件をディズニーが要求したために『スター・ウォーズ/最後のジェダイ』の上映をしないことに決めた（他のスタジオは1日1回2週間という条件である）。アイオワ州エルカダーのエルカダー・シネマも同様の理由で上映を断念した。
ブラジルではディズニーは『リメンバー・ミー』のチケット売り上げの52%（以前は50%だった）を要求し、一部の劇場（シネマーク・シアターズやシネポリスといった外国チェーンを除く）はボイコットした。ソニー・ピクチャーズの『ジュマンジ/ウェルカム・トゥ・ジャングル』が919スクリーンで上映されたのに対し、『リメンバー・ミー』は618スクリーンに留まった。
2019年11月22日、アメリカ司法省（DOJ）は映画スタジオによる映画館所有を禁じた1948年のパラマウント判決を無効とするように連邦裁判所に要請した。司法省はストリーミングサービスなどのオンライン収益に依存するようになった業界の現状を理由として挙げた。『アトランティック』のデヴィッド・シムズはそのような動きは劇場側に非常に大きな混乱をもたらすと指摘した:
DOJがそれを許したために、仮にディズニーのような会社が主要な劇場を買収したら、ハリウッドに劇的な結果をもたらす可能性がある。ディズニーは既にチケット収益の大部分をコントロールし、競合他社の20世紀フォックスを買収したばかりで、それ以来同社は古いフォックス映画のレパートリー上映を静かに制限してきた。これはディズニーが自社映画に対して長らく行っていた慣習だ。ディズニーが劇場チェーンを所有すると仮定するとディズニー映画の上映が優先され、家族向けの有名ブランドの超大作の圧倒的成功のおかげで、幅広い選択肢を消費者に提供するのに苦労する業界を圧迫する。厳格な独占禁止法のルール無しでは独立系の劇場は大きなスタジオの映画を買うのに苦労する可能性がある。古い集中型システムの重要な部分は劇場チェーンがスタジオ所有者に大きな割引でスクリーンをレンタルしたことであり、そのモデルに戻ると独立系の劇場が競争することが困難になる。
主要な劇場チェーンの代表である全米劇場所有者協会（NATO）はDOJが築くことができる暗い将来について懸念を表明し、「提供者側が1年のうちの長期間でメジャーなスタジオの作品でスクリーンのほとんどを予約してしまった場合、小さなスタジオの重要な作品が入る余地はほぼ残されていないだろう」と述べた。

### 有料テレビ界
アメリカケーブル協会会長兼CEOのマシュー・P・ポルカはこの契約を非難し、連邦規制当局に合併の「完璧な調査」を求めた:
| 「 | ディズニー＝フォックスの結婚は世界最大規模のエンターテインメント・コングロマリットを生み出すだけでなく、共に運営することができる重要なビデオプロブラミングの合併会社のコントロールがもたらされることで地方及び国の市場で消費者に害を及ぼす。特にディズニー＝フォックスは地方及び全国の主要なスポーツ番組権の最大の保有者となる。またより全国的なケーブル番組ネットワークのコントロールと共に人気が高まりつつあるオンライン配信サービスであるHuluの多くの株式も取得する。これらの資産はディズニーの全国放送局（ABC）と複数の所有する放送局に追加される。合併後の会社はこれらの番組資産を活用して競争が不活性化して消費者に損害を与える可能性があるため、連邦政府機関は提案された合併を完璧に調査し、独占禁止法に違反していないこと、または公共の利益に反しないことを確認する必要がある。 | 」 |

イギリス、アイルランド、ドイツ、オーストラリア、イタリアの2300万世帯にサービスを提供するSky plcとSky UKがパッケージに含まれていることを考慮してヨーロッパの多くの電気通信会社もディズニー＝フォックスの契約に懸念を表明した。エイコンの見積もりによると、ディズニーによるSkyの買収はRTLグループ、メディアセット、ITV, プロジーベンザット1メディア、ヴィアサット、ヴィヴェンディを合わせたよりも多きく、Skyは新たな市場に進出し、スポールの権利やその他のコンテンツに更に入札する可能性が予想された。またディズニーが所有するSky UKはモバイルサービス付きのテレビをクロスセルするコンテンツに投資するため、有料テレビの競合相手に最も損害を与えるだろうと指摘された。Skyに少額の出身を行うヘッジファンドは、規制当局が介入しない限り、ディズニー＝フォックスの契約がイギリスの衛星放送局の少数の株主に多額の金を支払う可能性があると不満を述べている。
ディッシュ・ネットワークのCEOのエリック・カールソンはディズニー＝フォックスの契約のような大企業の合併により、顧客に提供するコンテンツ企業の数が限られる可能性があると語った。カールソンはCNBCの『スクワーク・オン・ザ・ストリート』で「私たちは本当にお客様第一で考える立場にある」と発言した。

### エンターテインメント界
映画、テレビ、その他メディアの脚本家の組合である西部全米脚本家組合は次のように表明した:
| 「 | 競争をなくす絶え間ない推進力の中、大企業は統合に対する飽くなき欲望を持っている。ディズニーとフォックスは6つのメジャーなメディア・コングロマリットがエンターテインメント業界に対して行使してきた寡占的支配により何十年もかけて利益を得てきており、その多くの場合にテレビや映画の運営に力を注ぐクリエーターを犠牲にした。現在、この提案された直接の競合他社の合併は、ディズニー＝フォックスを合わせた企業の市場支配力が大幅に高まることで事態は更に悪化するだろう。この契約により提起された独占禁止法への懸念は明白で重要だ。西部全米脚本家組合はこの合併に強く反対し、米国の毒性禁止法が確実に施行されるように求める。 | 」 |

ソニー・ピクチャーズ モーション ピクチャー グループの会長で、かつてフォックス・フィルムド・エンターテインメントの元共同会長であるトム・ロスマンはディズニー＝フォックスの契約は危険な提案であると指摘し、「巨大企業の指揮下での統合はクリエイティブなリスク・テイクを促進することがほとんどなくなる。そして長期的には水平統合の力と競争することは常に課題だ」と述べた。
フォックスのマーベル作品の『ウルヴァリン:SAMURAI』とR指定のその続編『LOGAN/ローガン』の監督であるジェームズ・マンゴールドは、この契約により従来のマーベルのブロックバスター作品よりも魅力が限定される同様の映画の承認の可能性、それによる特定の映画作家と消費者の機会の制限について懸念を示した。マンゴールドは「もしも彼らが方針を変更していたら、もしも彼らが変更せざるをえないのならば、映画によって良くないことを意味するだけなので私にとっては悲しいことだ」と述べた。
2018年1月11日、放送映画批評家協会賞の授賞式にて『シェイプ・オブ・ウォーター』で作品賞を獲得したJ・マイルズ・デイルは20世紀フォックスのインディ・スタジオであるフォックス・サーチライト・ピクチャーズを「台無しにしない」ようにに促し、「彼らは私たちが作べき、作りたい、人々が見るべきある種の映画を作っている」と述べた。
The CWでアローバースを手がける脚本家のマーク・グッゲンハイムは「脚本家として、私はこれらの大企業の合併を歓迎しない。必ずしも彼らが脚本家、監督、プロデューサー、役者のためになるとは思わない。そしてアメリカ人としても私はこれらの大企業の合併が好きではない。私はそれらが必ずしも国のためになるとは思わない」と飛べた。
ディズニーによるフォックス買収の可能性はバイアコム、CBSコーポレーション、ライオンズゲート、メトロ・ゴールドウィン・メイヤーなどのメディア企業が競争力を維持するために合併または売却する必要があるという懸念をエンターテインメント業界内で引き起こした。
2018年2月13日、20世紀フォックステレビジョンと長らく協力していたテレビプロデューサーのライアン・マーフィーが新たにNetflixと5年3億ドルの契約を交わし、これはフォックスとディズニーにとって大きな打撃になるとみられた。マーフィーは離脱の主要な理由としてディズニー＝フォックスの契約を挙げ、ディズニー指揮下ではリスクを伴う新たなコンテンツの創造において自身の自由度が厳しく制限される可能性があると主張した。
エクスヒビター・リレーションズのジェフ・ボックは合併によりパラマウントのような他のスタジオでの創造性が強まり、高額予算の映画を製作する（フォックス買収後の）ウォルト・ディズニーとは争えないことを知る少額予算の映画に焦点が当たる可能性への期待を表明した。
バイアコムのCEOのボブ・バキシュはディズニー＝フォックスの契約は両社の「所有権の変更に伴う混乱」に乗じてパラマウントや他のスタジオで新しいエグゼクティブやクリエイティブな才能を雇う「非常に現実的な機会」が与えられると述べた。バキシュはまた2019年にディズニーがNetflixなどのストリーミングサービスから自社コンテンツを削除したことでバイアコムや他の企業がサービス新たなコンテンツを提供できるようになることを示唆した。
ウォルト・ディズニー・スタジオの共同会長でCEOのアラン・F・ホルンはディズニーが特にフォックスを買収した後でエンターテインメント界を窮屈にすることを認めたが、独占禁止法問題に対しては擁護した。

### 政界
ドナルド・トランプ大統領は両社の合併契約を賞賛し、それがアメリカの雇用のために最適であると考えた。一方で民主党・ロードアイランド州選出で下院反トラスト小委員会長のデヴィッド・シシリーニ議員はこの取引に懸念を表明した。声明文で彼は「ディズニーによる21世紀フォックス買収案は多くのテレビ、映画、ニュースコンテンツのコントロールが単一のメディアの巨人の手中に収まる恐れがある。承認された場合、この買収はディズニーが消費者が視聴できるものを制限し、ケーブル料金を引き上げる可能性がある」と主張した。また「ディズニーは300以上のチャンネル、22の地域スポーツネットワーク、Huluの管理、Rokuの大部分を獲得するだろう」と述べた。

## 資産

### ディズニーが獲得
ディズニーは21世紀フォックスのエンターテインメント資産の大部分を獲得した。以下が含まれる:
- 20世紀フォックス - 2020年1月17日に20世紀スタジオに改名[150]
  - フォックス・ファミリー[150]
  - 20世紀フォックス・アニメーション - 20世紀アニメーションに改名[150]
    - ブルースカイ・スタジオ - 2021年4月7日に閉鎖[150]

  - フォックス2000ピクチャーズ - 2021年5月14日に閉鎖[150]
  - フォックススタジオ・オーストラリア[151]
  - フォックス・ステージ・プロダクション - 2019年7月3日にディズニー・シアトリカル・グループのブエナビスタ・シアトリカル部門となる[99]
  - フォックス・サーチライト・ピクチャーズ - 2020年1月17日にサーチライト・ピクチャーズに改名[150]
  - ブーム!スタジオ（英語版）（少数株主）[152]
- 20世紀フォックステレビジョン[73]
  - 20th テレビジョン[34]
  - フォックス21 テレビジョン・スタジオ[73]
- FOXネットワークス・グループ[34][77]
  - FXネットワークス[73]
    - FXプロダクションズ[73]

  - ナショナル ジオグラフィック・パートナーズ（73%）[73]
  - FOXネットワークス・グループ・ラテンアメリカ[77]
  - FOXネットワークス・グループ・ヨーロッパ[77]
  - FOXネットワークス・グループ・アフリカ[77]
  - スター (衛星放送)[77]
- ディズニー・スター[34][77]
- Hulu（30%）[34]
- タタ・スカイTata Sky（英語版）（30%）[34]
- ドラフトキングス（英語版）（少数）[153]

### フォックス・コーポレーションへ分割
2018年11月14日、暫定的に「新フォックス」と呼ばれていた新たな独立起業がフォックス・コーポレーションと命名されたことが明らかとなった。同社は2019年1月1日にその組織構造を導入した。その資産にはフォックスの放送部門、ニュース、スポーツ部門が含まれる:
- フォックス放送
- フォックス・テレビジョン・ステーションズ（英語版）
  - マイネットワークTV[155]
- FOXニュース・メディア・グループ
  - FOXニュース・チャンネル
  - フォックス・ビジネス・ネットワーク
- FOXスポーツ・メディア・グループ（米国のみ）
  - FOXスポーツ1（英語版）
  - FOXスポーツ2（英語版）
  - フォックス・デポート（英語版）
  - ビッグ・テン・ネットワーク（英語版） (51%)
- センチュリー・シティのフォックス・スタジオ・ロット（フォックス・コーポレーションはフォックス・スタジオ・ロットを通して不動産を所有しているが、20世紀スタジオ用にディズニーにリースしている）[156]

### 売却済み/売却予定
当初はディズニーが買収したフォックスの資産であったが、後に第三者に売却されるもの。
- Sky plc（39.14%） – 2018年9月26日、Skyの入札合戦でコムキャストが勝利したことを受けてフォックスは所有するSkyの株式39%を1株あたり17.28ポンド、総額116億ポンド（150億ドル）でコムキャストに売却した[157][158]。
- A&Eネットワークス（50%） – 2018年11月6日、欧州委員会は、ヒストリー（英語版）、H2（英語版）、クライム&インベスティゲーション（英語版）、ブレイズ、ライフタイム（英語版）を含むA&Eのヨーロッパのテレビチャンネルの売却を買収の条件として提示した[55]。A&Eの半数を所有するハースト・コミュニケーションズはネットワークにおけるディズニーに持ち分を獲得するために交渉を行った[159]。
- ウォルト・ディズニー・スタジオ・ソニー・ピクチャーズ・リリーシング・デ・メキシコ - 2019年1月31日、ディズニーはメキシコの映画配給会社の株式をソニー・ピクチャーズ・リリーシングに売却することで合意した[61]。
- FOXスポーツ・ネットワークス - ディズニーが獲得した地域スポーツ・ネットワークだが、司法省との合意の下、合併の正式な完了から90日以内に第三者に売却必要がある[37]。2019年4月26日、シンクレア・ブロードキャスト・グループはFOXスポーツ・ネットワークス（YESネットワーク）をディズニーから100億ドルで買収することで合意した[94]
  - フォックス・カレッジ・スポーツ（英語版）[160]。
  - フォックス・スポーツ・ゴー（英語版）[161][162]
  - YESネットワーク（80%） – ヤンキー・グローバル・エンタープライズ（英語版）はディズニーからフォックス・スポーツが買収された後、この株を購入する権利が与えられていた[163]。2019年3月8日、YESネットワークはヤンキー・グローバル・エンタープライズ、Amazon、シンクレア・ブロードキャスト・グループなどのコンソーシアムに35億ドルで売却された[164]。
- FOXスポーツ・ラテンアメリカ（英語版）（メキシコ版のみ） – 2019年2月21日、ブルームバーグはディズニーがメキシコ及びブラジルのFOXスポーツ・チャンネルを売却する契約を交わしたことを報じた[165]。連邦通信協会（英語版）はメキシコのチャンネルの起源を2020年5月1日に設定した[166]。2019年11月13日、ブラジルの反トラスト法規制当局のCADEはFOXスポーツの売却が行われていないことを理由にディズニーのフォックス買収を再評価すると発表した[167]。2019年12月、メキシコの放送局のテレビサがディズニー及びFOXスポーツに対する差止命令を勝ち取った[168]。2020年5月6日、CADEはFOXスポーツが1年間現体制で放送権を持ち続けた後、2022年にESPNブラジル（英語版）と合併することを発表した[169]。
- デブマー＝マーキュリー（英語版）（広告販売のみ） - 2019年4月3日、ライオンズゲートは広告販売をフォックスからCBSテレビジョン・ディストリビューション（英語版）に譲渡したことを発表した[85]。
- フォックス・ネクストのゲーム資産 - 2019年9月10日、ディズニーはフォックス・ネクストの売却計画を発表した[105]。2020年1月、ディズニーはフォックス・ネックスとの資産の大部分（フォックス・ネクスト・ゲームス・ロサンゼルス、コールド・アイアン・スタジオ、アフターショック、それらのオリジナルIP）をスコペリー（英語版）に売却した[111]。更にディズニーは開発スタジオのフォグバンク・エンターテインメントを閉鎖した[112]。
- エンデモール・シャイン・グループ（英語版）（50%） - 2019年10月22日、バニジャイ（英語版）はディズニーとアポロから22億ドルでエンデモール・シャインを買収する意向を発表した[106]。2019年10月26日、ディズニーとアポロは独占禁止法の承認待ちでエンデモールをバニジャイに売却することに同意した[107][108]。
- トゥルーX - 2020年3月17日、トゥルーXが非中核的資産とされた後に投資不足となったことを理由にディズニーが売却を検討していることが『ウォール・ストリート・ジャーナル』により報じられた[114]。